# Marciana de Mauritània
Marciana de Dellis o de Mauritània (Dellys, Mauritània Cesariense, segle iii - Cesarea, actual Sersell, Algèria, ca. 304) és una verge i màrtir, venerada com a santa per diferents confessions cristianes. El seu martiri va tenir lloc en el moment de les persecucions de Dioclecià, el 303. La seva festa ha estat fixada el 9 de gener o el 10 de juliol. A partir de la seva figura es creà la llegendària santa màrtir Marciana de Toledo, celebrada l'endemà, 12 de juliol.
Va néixer a Dellis (aleshores Rusucurum) a l'actual Algèria al segle iii. Procedent d'una família acomodada, s'havia convertit al cristianisme molt jove. Un dia, apropant-se a l'estàtua de Diana a la ciutat de Sersell, va intentar trencar-la per fer desaparèixer l'ídol, exponent de la religió pagana.
Va ser arrestada pels soldats, i fuetejada i lliurada als gladiadors perquè la violessin i en disposessin per al seu desig carnal. Però aquests, miraculosament, no la van tocar perquè una força misteriosa els ho impedí. Llavors va ser lliurada als animals al circ; un lleó la va respectar, però un brau la va ferir i un lleopard va acabar de matar-la.